# Helen Thomas
Helen Thomas (Winchester, 4 agosto 1920 – Washington, 20 luglio 2013) è stata una giornalista, opinionista e scrittrice statunitense di origine libanese.

## Biografia
Ha partecipato al film Dave - Presidente per un giorno del 1993, nel ruolo di se stessa.

## Opere principali
- Dateline: White House (1975)
- Front Row at the White House: My Life and Times (2000)
- Thanks for the Memories, Mr. President: Wit and Wisdom from the Front Row at the White House (2003)
- Watchdogs of Democracy?: The Waning Washington Press Corps and How It Has Failed the Public (2006)
- The Great White House Breakout (2008)
- Listen Up Mr. President: Everything You Always Wanted Your President to Know and Do (2009)

## Premi e riconoscimenti
- American Book Awards: 2000 vincitrice con Front Row at the White House: My Life and Times[1]